# Římskokatolická farnost – proboštství Jindřichův Hradec
Římskokatolická farnost – proboštství Jindřichův Hradec je územním společenstvím římských katolíků v rámci jindřichohradeckého vikariátu českobudějovické diecéze.

## O farnosti

### Historie
Od 13. století v místě sídlil Řád německých rytířů, roku 1320 uvedl Oldřich III. z Hradce do města minority a usadil je u kostela sv. Jana Křtitele. Minorité pak v roce 1564 přešli do Jihlavy. Od roku 1457 působili v místě františkáni. Od 16. století fungovala při kostelíku sv. Máří Magdaleny jezuitská kolej s gymnáziem. V roce 1625 byla farnost papežem Urbanem VIII. povýšena na proboštství.
V průběhu 17. století se v Jindřichově Hradci velmi rozvíjel duchovní život. Ve městě působil jako člen literátského bratrstva a varhaník proboštského kostela Adam Michna z Otradovic. Na jezuitském gymnáziu vyučoval v letech 1655–1661 Bohuslav Balbín. Roku 1625 dostali jindřichohradečtí probošti od papeže Urbana VIII. právo pontifikálií. Roku 1778 byla v důsledku přechodného zrušení jezuitského řádu zrušena i jejich jindřichohradecká kolej, a její areál převzala do užívání císařská armáda.
Roku 1950 byl v rámci Akce K násilně zlikvidován jindřichohradecký františkánský klášter. Roku 1959 byl z farnosti odvolán (z rozhodnutí kapitulního vikáře Českobudějovické diecéze Antonína Titmana) probošt František Friedl a poslán do penze. Spolu s ním musel odejít také kaplan, tajný kapucín, P. František Kašík. Do Jindřichova Hradce byl ustanoven jako administrátor P. Josef Kavale. Ten farnost spravoval 14 let, v roce 1974 se stal kapitulním vikářem diecéze. Po něm byla farnost dále obsazována pouze administrátory, až do roku 1993. V tomto roce se v pořadí 29. proboštem stal P. Václav Habart, který zde působil do roku 2012, kdy přešel jako farář do farnosti při kostele sv. Jana Nepomuckého v Českých Budějovicích. Ve středu 14. srpna 2019 se v pořadí třicátým proboštem v Jindřichově Hradci stal Prob. Mgr. Ivo Prokop.

### Současnost
Farnost Jindřichův Hradec je centrem farního obvodu, který zahrnuje další farnosti. K roku 2025 jimi jsou: Deštná u Jindřichova Hradce, Horní Pěna, Kostelní Radouň, Kunžak, Nová Bystřice, Nová Včelnice, Staré Město pod Landštejnem a Strmilov. Kromě správy těchto farností byla v roce 2020 k proboštství připojená i území zaniklých farností Lodhéřov a Roseč.
Obvyklý pořad bohoslužeb v Jindřichově Hradci:
| Den     | Kostel                                                                    | Čas         | Typ bohoslužby      | Poznámka                                              |
| ------- | ------------------------------------------------------------------------- | ----------- | ------------------- | ----------------------------------------------------- |
| pondělí | –                                                                         | –           | –                   | neslouží se pravidelně                                |
| úterý   | klášterní kostel svaté Kateřiny                                           | 18.00       | mše svatá           |                                                       |
| středa  | klášterní kostel svaté Kateřiny                                           | 18.00       | mše svatá           |                                                       |
| čtvrtek | klášterní kostel svaté Kateřiny                                           | 17.00 18.00 | adorace mše svatá   |                                                       |
| pátek   | proboštský kostel Nanebevzetí Panny Marie                                 | 18.00       | mše svatá           | 1. pátek v měsíci po mši adorace, litanie a požehnání |
| sobota  | proboštský kostel Nanebevzetí Panny Marie                                 | 17.00       | mše svatá           | s nedělní platností                                   |
| neděle  | proboštský kostel Nanebevzetí Panny Marie klášterní kostel svaté Kateřiny | 9.30 18.00  | mše svatá mše svatá |                                                       |

Obvyklý pořad bohoslužeb v dalších farnostech spravovaných z Jindřichova Hradce:
| Místo                       | Kostel                         | Den a čas                | Poznámka                     |
| --------------------------- | ------------------------------ | ------------------------ | ---------------------------- |
| Číměř                       | Kostel svatého Jiljí           | sobota 15.00             | 1. sobota v měsíci           |
| Deštná u Jindřichova Hradce | Kostel svatého Ottona          | pátek 17.00 neděle 11.00 |                              |
| Horní Pěna                  | Kostel svatého Michaela        | sobota 16.30             | s nedělní platností          |
| Kostelní Radouň             | Kostel svatého Víta            | neděle 11.00             | mše svatá / bohoslužba slova |
| Klášter u Nové Bystřice     | Kostel Nejsvětější Trojice     | neděle 10.30             |                              |
| Kunžak                      | Kostel svatého Bartoloměje     | úterý 16.00 neděle 9.30  |                              |
| Nová Bystřice               | Kostel svatého Petra a Pavla   | neděle 9.00              |                              |
| Nová Včelnice               | Kostel Nanebevzetí Panny Marie | neděle 11.00             | mše svatá / bohoslužba slova |
| Staré Město pod Landštejnem | Kostel Nanebevzetí Panny Marie | neděle 12.00             |                              |
| Strmilov                    | Kostel svatého Jiljí           | středa 16.00 neděle 8.00 |                              |

## Seznam jindřichohradeckých proboštů
Seznam správců s titulem probošt:
1. 1625–1632 Daniel Michal Hessel z Kamsberka
2. 1633–1647 PhDr. Ondřej Bartoloměj Fisírek
3. 1647–1651 Jan Pusch
4. 1651–1667 PhDr. Řehoř Radičník
5. 1667–1670 PhDr. Jakub Maxmilián  Kurtz
6. 1670–1695 Jeroným Altan de Pozzi
7. 1695–1710 Dr. Jiří Ignác Kratochvíle
8. 1710–1729 Pankrác Quinodo
9. 1729–1730 Václav Josef Grotz
10. 1730–1744 Jan Kristián Khun
11. 1744–1746 Emanuel Arnošt z Valdštejna
12. 1746–1755 Athanáš František Preisler
13. 1755–1775 Šimon Antonín Jandera
14. 1775–1802 Prokop Benedikt Henniger z Eberku
15. 1803–1822 Antonín Haberein
16. 1826–1843 Vojtěch Benedikt Juhn
17. 1844–1864 Petr Webber
18. 1865–1873 Josef Zátka
19. 1874–1875 František Vrzák
20. 1875–1878 ThDr. Jan Turner
21. 1879–1888 Vilém Platzer
22. 1889–1899 ThDr. Josef Hoffmann
23. 1900–1907 ThDr. Alois Jirák
24. 1907–1916 ThDr. Václav Cába
25. 1917–1920 Msgre. Leonard Rendl
26. 1923–1929 Jan Vacek
27. 1930–1934 ThDr. Václav Příbek
28. 1935–1959 František Friedl
29. 1995–2012 Václav Habart
30. 2019 Ivo Prokop